# Coea pherecydes
Coea pherecydes är en fjärilsart som beskrevs av Pieter Cramer 1782. Coea pherecydes ingår i släktet Coea och familjen praktfjärilar. Inga underarter finns listade i Catalogue of Life.